# Semiothisa triviata
Semiothisa triviata är en fjärilsart som beskrevs av Barnes och Mcdunnough 1916. Semiothisa triviata ingår i släktet Semiothisa och familjen mätare. Inga underarter finns listade i Catalogue of Life.